# Томаш Вацлик
То́маш Ва́цлик (чеськ. Tomáš Vaclík, нар. 29 березня 1989, Острава) — чеський футболіст, воротар клубу MLS «Нью-Інгленд Революшн» і національної збірної Чехії.
Триразовий чемпіон Швейцарії.

## Клубна кар'єра
У дорослому футболі дебютував 2008 року виступами за команду клубу «Вітковіце», в якій провів два сезони, взявши участь у 33 матчах чемпіонату. 
Протягом 2010—2011 років захищав кольори команди клубу «Вікторія» (Жижков).
Своєю грою за останню команду привернув увагу представників тренерського штабу празької «Спарти», до складу якої приєднався 2011 року. Відіграв за празьку команду наступні три сезони своєї ігрової кар'єри. Більшість часу, проведеного у складі «Спарти», був основним голкіпером команди.
У травні 2014 року перебрався до Швейцарії, уклавши чотирирічний контракт з місцевим «Базелем». Відразу став основним голкіпером базельської команди і в своєму дебютному сезоні допоміг їй здобути черговий титул чемпіонів Швейцарії. Протягом наступних двох сезонів базельський клуб захищав чемпіонський титул.
Влітку 2018 року чеський голкіпер перебрався до Іспанії, уклавши контракт з клубом «Севілья».
13 липня 2021 року Вацлик підписав контракт з грецьким «Олімпіакосом».
31 січня 2023 року Вацлик підписав контракт із клубом «Гаддерсфілд Таун», який виступає в чемпіонаті EFL, до кінця сезону 2022–2023.

## Виступи за збірні
2005 року дебютував у складі юнацької збірної Чехії, взяв участь в 11 іграх на юнацькому рівні.
Протягом 2009–2011 років залучався до складу молодіжної збірної Чехії. На молодіжному рівні зіграв у 21 офіційному матчі. Був основним воротарем чехів на молодіжному Євро-2011, де вони сягнули стадії півфіналів.
2012 року дебютував в офіційних матчах у складі національної збірної Чехії. Наразі провів у формі головної команди країни 23 матчі.

## Титули і досягнення
- Чемпіон Чехії (1):

«Спарта»: 2013–14
- Володар Кубка Чехії (1):

«Спарта»: 2013-14
- Чемпіон Швейцарії (3):

«Базель»: 2014–15, 2015–16, 2016–17
- Володар Кубка Швейцарії (1):

«Базель: 2016-17
- Переможець Ліги Європи (1):

«Севілья»: 2019-20
- Чемпіон Греції (1):

«Олімпіакос»: 2021-22